# Bedrijventerrein Voorst-A
Bedrijventerrein Voorst-A is een buurt in de Overijsselse plaats Zwolle. De buurt vormt een deel van de wijk Poort van Zwolle en het bedrijventerrein van Voorst.
Wijken: Aa-landen · Assendorp · Berkum · Binnenstad · Diezerpoort · Hanzeland · Holtenbroek · Ittersum · Kamperpoort-Veerallee · Marsweteringlanden · Poort van Zwolle · Schelle · Soestweteringlanden · Stadshagen · Vechtlanden · Westenholte · Wipstrik

Buurten: Aalanden-Midden · -Noord · -Oost · -Zuid · Bagijneweide · Berkum · Binnenstad-Noord · -Zuid · Bollebieste · Breecamp · Breezicht · Brinkhoek · De Tippe · Dieze-Centrum · Frankhuis · Gerenbroek · Gerenlanden · Geren · Haerst · Hanzeland · Harculo en Hoog-Zuthem · Herfte · Het Noorden · Hogenkamp · Holtenbroek I · II · III · IV · Indische Buurt · Ittersumerbroek · Ittersumerlanden · Kamperpoort  · Katerveer-Engelse Werk · Langenholte · Mastenbroek · Meppelerstraatweg-Zuid · Milligen · Nieuw-Assendorp · Noordereiland · Oldenelerbroek · Oldenelerlanden-Oost · -West · Oud-Assendorp · Oud-Westenholte · Oud Ittersum · Oud Schelle · Pierik · Schelle-Zuid en Oldeneel · Schellerbroek · Schellerhoek · Schellerlanden · Schildersbuurt · Schoonhorst · Spoolde · Stadsbroek · Stationsbuurt · Tolhuislanden · Veerallee · Veldhoek · Vreugderijk · Werkeren · Westenholte-Stins · Wezenlanden · Wijthmen · Windesheim · Wipstrik-Noord · -Zuid · Zwolle-Zuid

Bedrijventerreinen: Floresstraat · Hanzeland · Hessenpoort · Marslanden (-Noord · -Zuid) · Oosterenk · Voorst (Voorst-A · Voorst-B · Voorst-C) · Voorsterpoort · De Vrolijkheid